# Obrana a strategie
Obrana a strategie je odborný časopis, který vychází od roku 2001 a zaměřuje se na bezpečnostní a strategická studia, vojenství, mezinárodní vztahy a další související témata. Vychází dvakrát ročně. Je vydáván Univerzitou obrany, státní vojenskou vysokou školou, ve spolupráci s partnery z civilních univerzit a dalších odborných pracovišť z České republiky i ze zahraničí. Gestorem vydávání časopisu je Centrum bezpečnostních a vojensko-strategických studií Univerzity obrany.
Časopis je určen přispěvatelům a čtenářům profesně se zabývajícím oblastí bezpečnosti a obrany: bezpečnostním expertům, příslušníkům ozbrojených sil, akademickým pracovníkům i studentům relevantních oborů (bezpečnostní a strategická studia, mezinárodní vztahy, politologie aj.) a dalším zájemcům z řad české i mezinárodní bezpečnostní komunity.
Cílem vydávání časopisu je poskytnutí prostoru pro prezentaci a předávání nejnovějších odborných poznatků domácí i zahraniční provenience z oblasti bezpečnostních a strategických studií, vytvoření kanálu pro větší vzájemnou informovanost a komunikaci mezi armádním prostředím a civilní bezpečnostní komunitou a kultivace odborné debaty nad tématy spojenými s obranou a bezpečností.
K publikování jsou přijímány články v českém, slovenském a anglickém jazyce, dále diskusní příspěvky, recenze a informační materiály, které se vážou k výše uvedeným odborným oblastem. Všechny články jsou standardně opatřeny abstrakty v anglickém jazyce. Od roku 2007 jsou došlé články podrobovány dvoukolovému recenznímu řízení, které se v prvním kole skládá ze selektivního schvalovacího procesu anonymně prováděného redakční radou a ve druhém kole z anonymního posouzení textů zpravidla dvěma odbornými recenzenty.
Časopis vycházel standardně dvakrát ročně v tištěné a elektronické on-line verzi. Od roku 2021 je vydáván již jen v elektronické verzi na webu www.obranaastrategie.cz. Obrana a strategie je zařazena do světově uznávané databáze European Reference Index for the Humanities and Social Sciences (ERIH+), od čísla 1/2017 je indexována v databázi Emerging Sources Citation Index na Web of Science a od čísla 1/2019 v databázi Scopus. 
Časopis je registrován Ministerstvem kultury ČR pod číslem MK ČR E 16787 a Českým národním střediskem ISSN pod označením ISSN 1802-7199 (on-line). Obsah časopisu je součástí katalogu Národní knihovny České republiky.